# Polanówka (powiat tomaszowski)
Polanówka – wieś w Polsce położona w województwie lubelskim, w powiecie tomaszowskim, w gminie Krynice.
W latach 1975–1998 miejscowość należała administracyjnie do województwa zamojskiego.
Wieś jest sołectwem w gminie Krynice. Według Narodowego Spisu Powszechnego z roku 2011 wieś liczyła 225 mieszkańców.
Wierni Kościoła rzymskokatolickiego należą do parafii św. Stanisława w Krynicach.

## Części wsi
| SIMC   | Nazwa   | Rodzaj    |
| ------ | ------- | --------- |
| 891950 | Kolonia | część wsi |